# Комуністична партія Пуерто-Рико
Комуністи́чна па́ртія Пуе́рто-Ри́ко (ісп. Partido Comunista de Puerto Rico) була заснована у 2010 році, ставши спадкоємицею організації «Комуністичне відродження» (ісп. Refundación Comunista).
Партія оперує Школою політичної підготовки «Імені Володимира Леніна» (ісп. Escuela Vladimir Lenin), що має на меті «нести пролетарське політичне виховання в школах, університетах і робітничих радах».  Аналогічна ініціатива, «Школі імені Мануеля Франсіско Рохаса» (ісп. Escuela Manuel Francisco Rojas), була створена онлайн, з ціллю охопити постійно зростаючу групу людей, підключених до Інтернету та соціальних мереж. 
Партія також видає «Червоний абаярде» (ісп. Abayarde Rojo; абаярде — підвид мурахи, що поширений у Пуерто-Рико), щотижневе періодичне видання, присвячене пуерто-риканським реаліям та класовій боротьбі.